# Die Arche (Beratungsstelle)

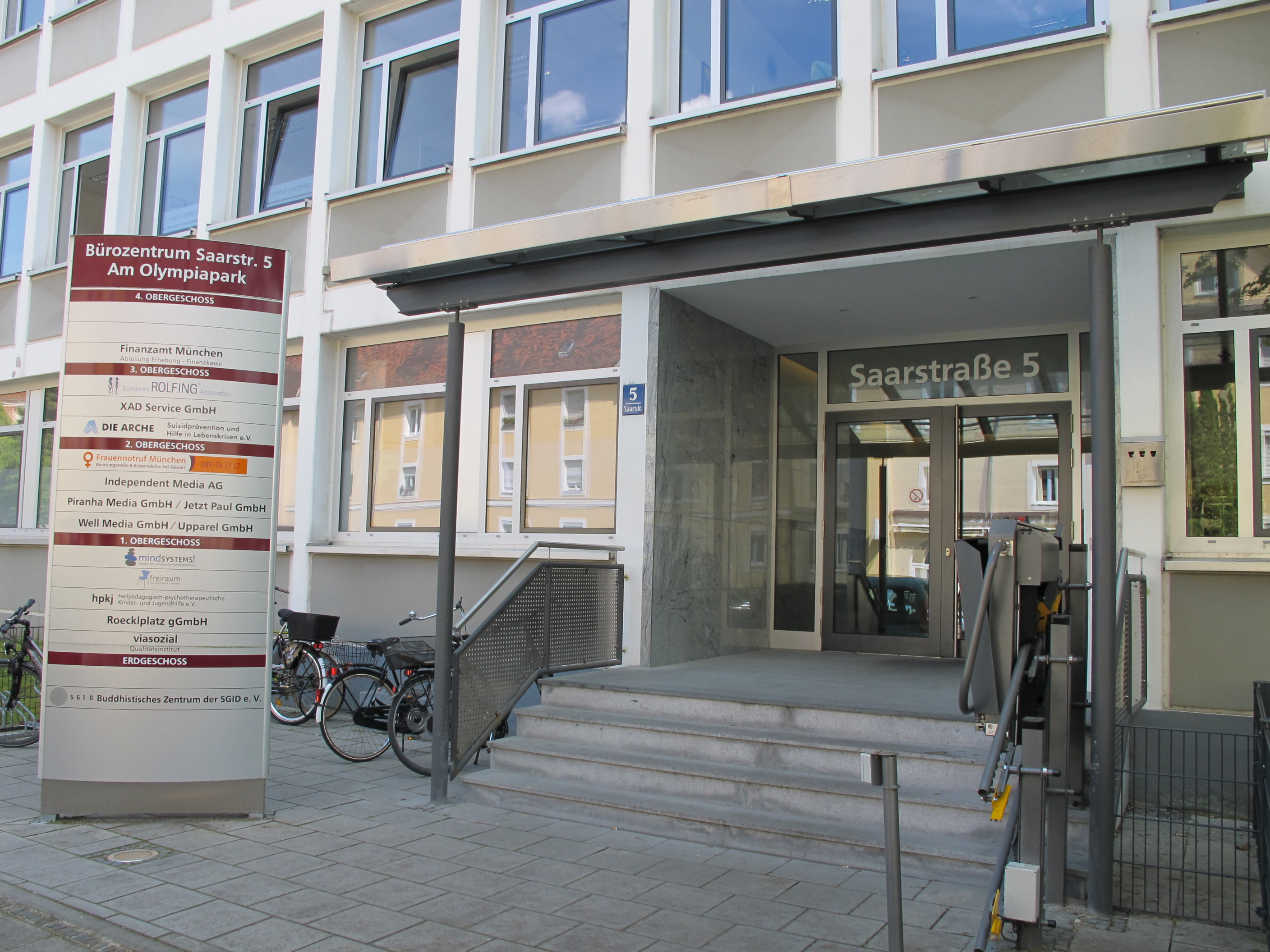
Eingang der Beratungsstelle in der Saarstr. 5 in München

Die Arche ist eine Beratungsstelle für Jugendliche und Erwachsene zur Suizidprävention in München und wurde im Dezember 1969 gegründet. Jährlich werden rund 1400 Hilfesuchende betreut. Die Beratungsstelle wird in freier Trägerschaft unter dem Dach des „Paritätischen Wohlfahrtsverbandes“ betrieben und ist Gründungsmitglied der „Deutschen Gesellschaft für Suizidprävention“.
Der Trägerverein der Beratungsstelle ist „DIE ARCHE Suizidprävention und Hilfe in Lebenskrisen e. V.“. Er ist Mitglied nicht nur in den bereits genannten Dachorganisationen, sondern auch in der „International Association for Suicide Prevention“ und im „Münchner Bündnis gegen Depression “. Geschäftsführer des Vereins war bis zum 31. Oktober 2019 Hans Doll. Seit 1. November 2019 führt Heidi Graf die Geschäfte des Vereins.

## Geschichte
Der Trägerverein der Arche wurde am 3. Dezember 1969 unter dem Namen „Zentrale für Selbstmordverhütung und Lebenshilfe“ gegründet. Gründungsmitglieder waren Rolf Schellack, zu diesem Zeitpunkt Leiter der vertrauensärztlichen Dienststelle der Landesversicherungsanstalt, Max von Clarmann, dem damals leitenden Arzt der Toxikologie im Klinikum rechts der Isar, Christoph Angermann, Diplompsychologe und Graphologe, Maria Helmrich, Ärztin und Psychoanalytikerin, Wolfdieter Rupp, promovierter Rechtsanwalt, Franz Rieger, damals Direktor der Münchner Volkshochschule, Hanna Pischel, Krankenpflegehelferin, Hermann Helmrich, Arzt und Eline Angermann, Graphologin. Hintergrund dafür war die vorherige Erfahrung mehrerer Ärzte, Therapeuten und anderer professioneller Helfer, dass die Versorgung von Menschen in suizidalen Krisen aus ihrer Sicht unzulänglich war. Ende der 1960er Jahre gab es deutschlandweit nach der medizinischen Versorgung in Folge eines Suizidversuches nur die Alternative einer psychiatrischen Einweisung oder der Entlassung ohne Überweisung zu Anschlusshilfen. Diese Versorgungslücke zu schließen und gezielt ambulante Hilfen in diesem Bereich anzubieten war bei Gründung das Hauptziel des Vereins. Als einziges Vorbild war den Gründern die „Lebensmüdenfürsorge“ von Erwin Ringel in Wien bekannt. Diese Einrichtung hatten sie zu Studienzwecken besucht. Literatur über ambulante Suizidprävention war seinerzeit fast nicht existent, vergleichbare Institutionen in der Bundesrepublik gab es keine. Viele Konzepte der Arbeit wurden damit erst während der Anfangsjahre im Rahmen der Beratungen entwickelt.
Eine der Grundlagen der Arbeit war die Überzeugung, dass die Klienten durch ein gleichberechtigtes, professionelles Team gleichzeitig medizinisch, therapeutisch, juristisch und sozialpädagogisch betreut werden sollten, um ihnen möglichst umfassend Unterstützung geben zu können. Aufgrund dieses und anderer neuer Ansätze in der Beratungsarbeit wurde die Arche 1975 in der Psychiatrie-Enquête als Modelleinrichtung genannt.
Die Arbeit der Arche begann im Jahr 1969 zunächst mit ehrenamtlichen Helfern. Schon 1971 konnten erstmals Mitarbeiter der Beratungsstelle fest angestellt werden. In den Folgejahren wurde das Personal langsam aufgestockt. Etwa seit dem Jahr 1975 blieb der Personalstand mit drei Psychologen, drei Sozialpädagogen, zwei psychiatrischen Fachärzten und einem Juristen, sowie Verwaltung und Geschäftsführung weitgehend stabil.
Der Vereinsname wurde später in „Suizidprävention und Hilfe in Lebenskrisen geändert“.
Seit 1995 wird die Arche zusätzlich von einem Förderverein, dem gemeinnützigen „Verein zur Förderung der Suizidprävention und Krisenhilfe e. V.“, finanziell unterstützt. Ziel dieses Vereins ist die Beschaffung von Eigenmitteln für die Arche sowie darüber hinaus die Förderung und Unterstützung der Suizidprävention und Hilfe in Lebenskrisen.

## Tätigkeit
Die Angebote der Arche richten sich nicht nur an Betroffene, sondern ebenso an Angehörige, Hinterbliebene und professionelle Helfer. Die meisten der Betreuten kommen aus der Stadt München selbst, aber auch aus dem Münchner Umland.
Die Arche bietet ein breites Spektrum von Beratungsangeboten: Neben Einzelberatungen in Krisen gibt es Paar- und Familienberatungen, Telefonberatungen, Therapiegruppen, Beratungsangebote für Angehörige und Hinterbliebene, sowie Unterstützung bei der Suche nach Therapieplätzen und überbrückende Gespräche bis zum Therapiebeginn. Daneben bietet die Arche über ihren Webauftritt Informationen und betreibt Öffentlichkeitsarbeit zur Suizidprophylaxe. Weiterhin können professionelle Helfer über die Arche Fortbildungen und Supervisionen rund um das Thema Suizid in Anspruch nehmen.
In der Beratungsstelle Arche arbeitet ein interdisziplinäres Team aus Teilzeitkräften. Einige der Gruppen und Zusatzangebote werden durch Honorarkräfte (meist Psychologen) durchgeführt. Alle beraterisch tätigen Mitarbeiter der Arche haben neben ihrer Grundausbildung beraterische oder therapeutische Zusatzqualifikationen.
Heute arbeitet die Arche eng mit vielen anderen Einrichtungen der Krisenhilfe zusammen, wie etwa der Telefonseelsorge, dem Krisendienst der Psychiatrie München, der Krisenintervention im Rettungsdienst (KIT), dem zentralen psychologischen Dienst der Polizei, der Münchner Insel und vielen anderen. Mitarbeiter der Arche stehen allen interessierten Einrichtungen als Veranstalter von Fortbildungen zur Verfügung. 2013 wurden unter anderem Fortbildungen auf Anfrage für das Bildungswerk des Verbandes der bayerischen Bezirke, für die Bundeskonferenz der Telefonseelsorgen in Deutschland, für die Bahnhofsmission München, die Fachhochschule für öffentliche Verwaltung und Rechtspflege – Fachgruppe Polizei – und die Innere Mission München gegeben. Die Arche wird seit Jahren von verschiedenen Institutionen, unter anderem Schulen, als erste Anlaufstelle bei allen Fragen zum Thema Suizid und Suizidprophylaxe empfohlen.
Die Arche bezieht ihre Geldmittel aus einer Mischfinanzierung. Sie erhält pauschal Zuwendungen des Bezirks Oberbayern, der Landeshauptstadt München, der bayerischen gesetzlichen Krankenkassen sowie der katholischen und evangelischen Kirchen. Darüber hinaus müssen nach den Vorgaben der Unterstützungsgeber Eigenmittel erbracht werden. Diese setzen sich aus Leistungsentgelten und Spenden zusammen.

## Statistik
Im Jahr 2013 meldeten sich mehr als 1000 Klienten erstmals zur Beratung in der Arche; fast die Hälfte davon war selbst suizidal, etwa 13 % berichteten über Suizidversuche in der Vergangenheit und über 80 % befanden sich in einer akuten Krise. Etwa 12 % der Hilfesuchenden waren Hinterbliebene von Suizidopfern, circa 17 % Angehörige von Suizidgefährdeten. Die Prozentzahlen von über 100 % ergeben sich hier aus der Tatsache, dass Hinterbliebene und Angehörige sich ebenfalls häufig in akuten Krisen befinden und teilweise selbst Suizidgedanken entwickeln.
Im Jahr 2013 meldeten sich mehr Frauen (circa 63 %) als Männer (circa 37 %) bei der Beratungsstelle. Etwa 11 % der Betreuten hatten einen Migrationshintergrund. Kinder und Jugendliche wurden in der Arche vor allem über die Angehörigen- und Hinterbliebenenberatung im Rahmen von Familiengesprächen betreut, sie machten etwa 7 % der Klientel aus. Bei den Erwachsenen war die Altersverteilung bis zum Alter von 60 Jahren sehr ausgeglichen. Nur etwa 11 % der Klienten waren über 60 Jahre, obwohl diese Altersgruppe bei den vollendeten Suiziden deutlich stärker repräsentiert ist. Die relativ geringe Akzeptanz des Hilfsangebotes in dieser Altersgruppe kann einerseits an Mobilitätseinschränkungen der Klientel bei bestehender Komm-Struktur, aber auch an einer größeren Scheu vor professionellen Hilfen zu psychischen Probleme allgemein liegen.
Während in den Anfangsjahren nur etwa fünf bis zehn Prozent der Hilfesuchenden aus eigenem Antrieb Kontakt zur Arche aufnahmen, waren 2013 circa zwei Drittel der Klienten Selbstmelder.
Bei der Arche melden sich immer wieder Menschen, die nach einer längeren Beratungspause (in Einzelfällen nach mehreren Jahrzehnten) erneut in einer Krisensituation Hilfe suchen.

## Bedeutung
Die Arche hatte eine Vorreiterrolle für die ambulante Suizidprävention in Deutschland, was man unter anderem an der Erwähnung in der Psychiatrie-Enquête ablesen kann. Sie wird in der Fachliteratur als Modellprojekt erwähnt. Die Vorreiterrolle der Arche wurde bei der Gründung der Deutschen Gesellschaft zur Suizidprävention (DGS) gewürdigt, indem München als Gründungsort gewählt wurde.
1989 erhielt die Arche den Hans-Rost-Preis der DGS für ihre Arbeit für Suizidgefährdete. In der Begründung für die Preisverleihung heißt es: 

## Veröffentlichungen
- Schülersuizide – ein Beitrag zur öffentlichen Diskussion. In: Die Arche (Hrsg.): Suizidprophylaxe. Nr. 38. Regensburg 1984.
- Die Arche (Hrsg.): 20 Jahre Suizidprophylaxe. Entwicklung und Arbeitsweise. Profil Verlag, München 1989, ISBN 3-89019-239-4.
- Die Arche (Hrsg.): 25 Jahre ambulante Suizidprävention. München 1994.
- Die Arche (Hrsg.): 30 Jahre ambulante Suizidprävention. München 1999.
- Die Arche (Hrsg.): Ambulante Suizidprävention und Hilfe in Lebenskrisen. München 2004.